# Адийок
Адийок — река в России, протекает по территории Ловозерского района Мурманской области. Устье реки находится на 63-м км правого берега реки Иоканга. Длина реки — 20 км, площадь водосборного бассейна 87,4 км². Протекает вдали от населённых пунктов. Порожиста.

## Данные водного реестра
По данным государственного водного реестра России относится к Баренцево-Беломорскому бассейновому округу, водохозяйственный участок реки — реки бассейна Баренцева моря от восточной границы бассейна реки Воронья до западной границы бассейна реки Иоканга (мыс Святой Нос). Речной бассейн реки — бассейны рек Кольского полуострова, впадает в Баренцево море.
Код объекта в государственном водном реестре — 02010000912101000005266.